# Force Motors
Force Motors (bis 2005 Bajaj Tempo) ist ein indischer Hersteller von Nutzfahrzeugen und Geländewagen und Teil der Firodia Gruppe.

## Geschichte
1958 wurde das Unternehmen Bajaj-Tempo gegründet, um das Tempo-Dreirad in Lizenz zu fertigen.
Als Vidal & Sohn (Hersteller des Tempo-Dreirades) von Hanomag und später Hanomag von Mercedes-Benz übernommen wurde, wurden jeweils auch Lizenzbauten von verschiedenen Hanomag- und Mercedes-Benz-Modellen bei Bajaj vorgenommen. So baute Bajaj außer dem Dreirad auch den Tempo Matador, später den Harburger Transporter. Dieser wurde mittlerweile durch den Force Traveller abgelöst, einem (leicht modernisierten) Nachbau des Mercedes-Benz T 1.
1988 wurde der Geländewagen Trax vorgestellt. Im Jahr 2005 wurde Bajaj-Tempo in Force Motors umbenannt. Im selben Jahr ging das Unternehmen ein Joint Venture mit MAN ein, um schwere LKW zu fertigen.
Die Produktion des letzten Dreirads wurde im August 2010 ohne direkten Nachfolger eingestellt. Ein weiteres Joint Venture wurde 2018 mit Rolls-Royce eingegangen, um 10 und 12-Zylinder MTU-Motoren in Lizenz zu bauen.
Heute baut Force Motors Traktoren, Lieferwagen, Kleinbusse, Geländewagen und schwere LKW.

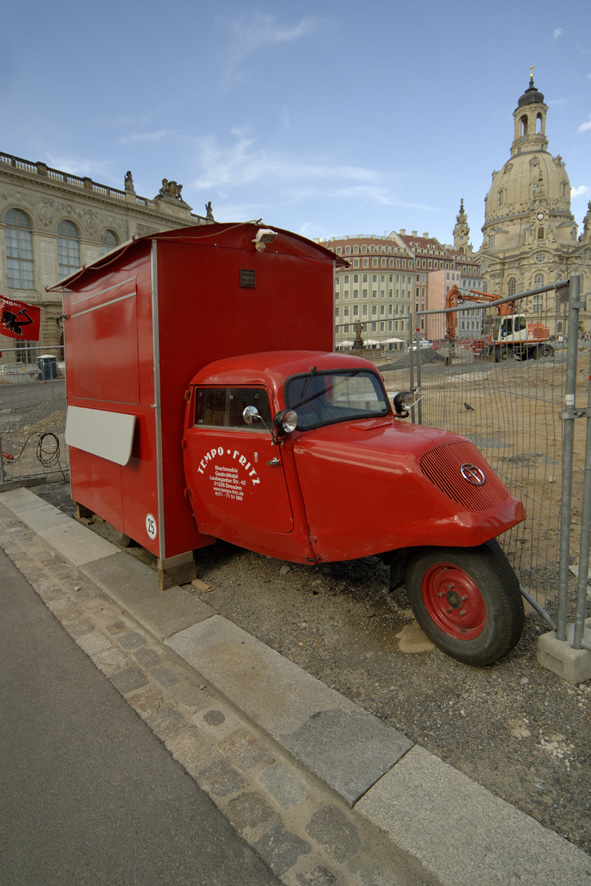
Bajaj Tempo Hanseat (Lizenz von Vidal & Sohn Tempo-Werk) als Imbissstand von Tempo-Fritz
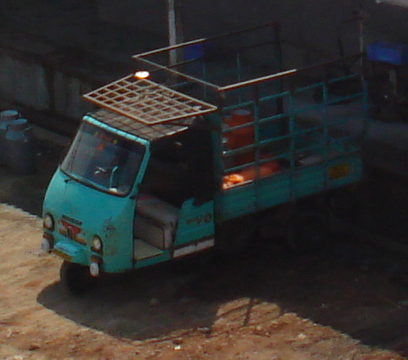
Bajaj Tempo Minidor
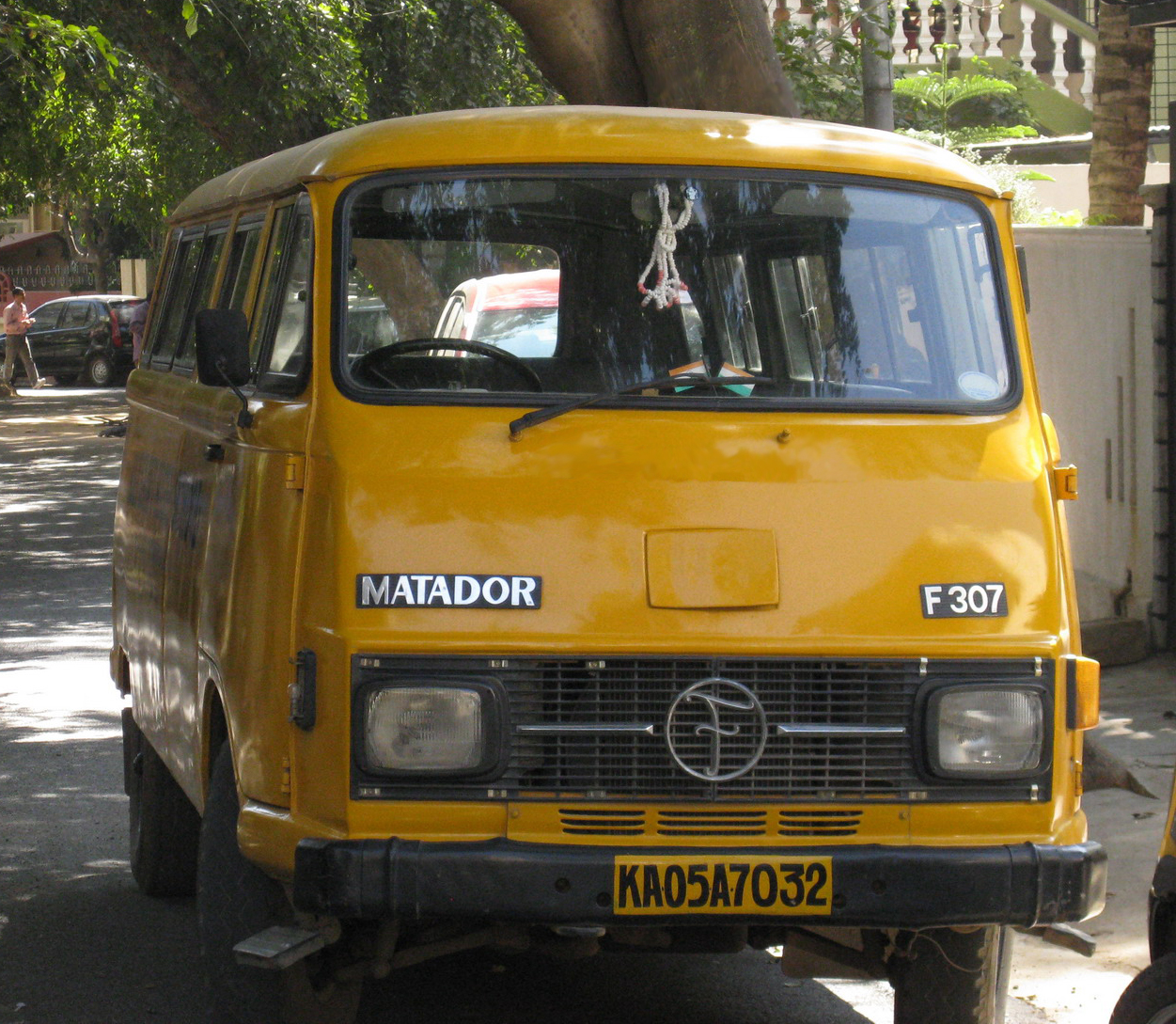
Tempo Bajaj Matador F 307(Hanomag-/Mercedes-Benz-Lizenz des Harburger Transporters)
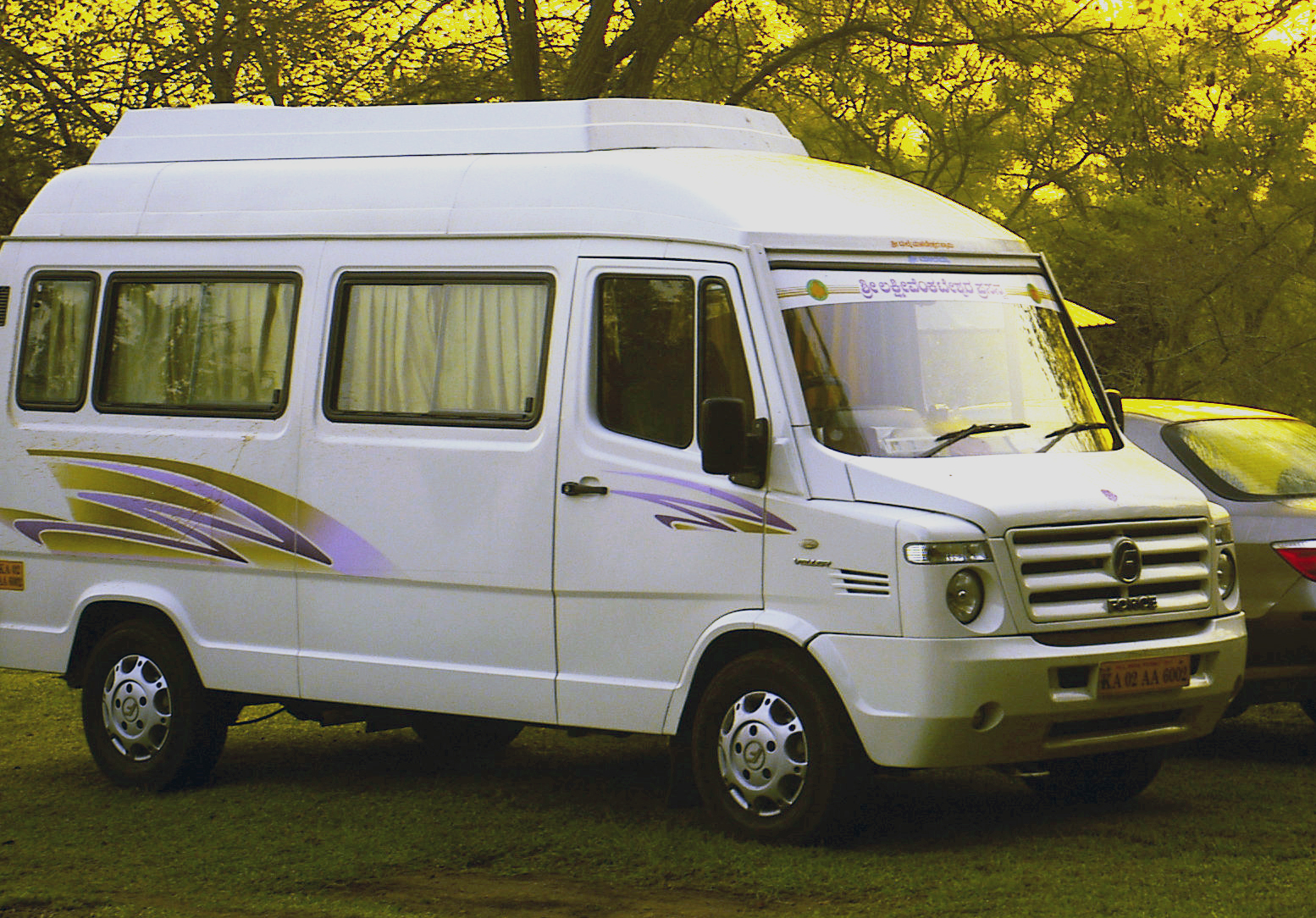
Force Traveller Luxury
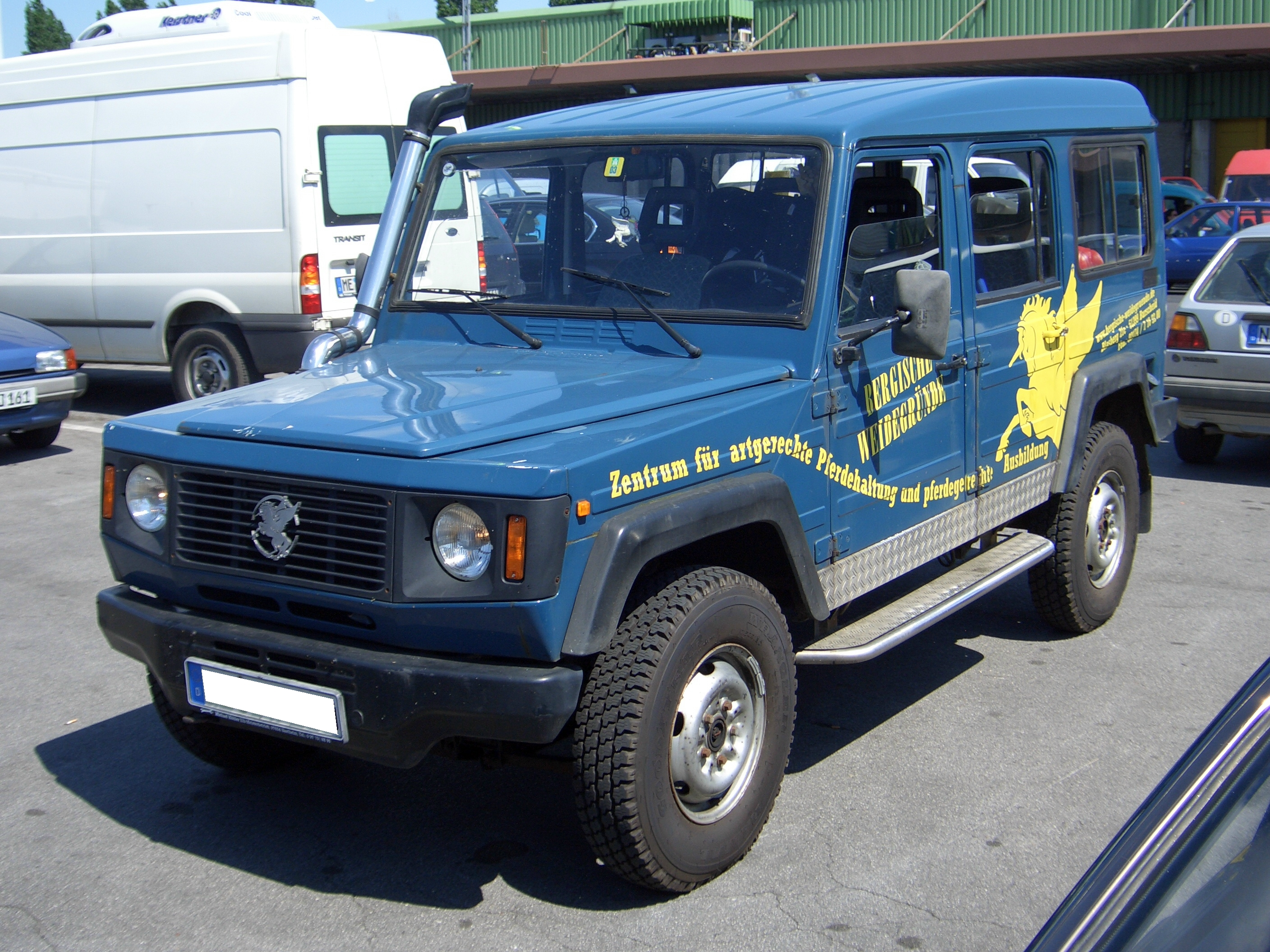
Force Trax Judo
Force Gurkha